# Leptacis silvatica
Leptacis silvatica (лат.) — вид платигастроидных наездников из семейства Platygastridae. Юго-Восточная Азия: Индонезия (Сула, Манголе; Серам). Название означает «живущий в лесу» и относится к среде обитания этого вида в тропических лесах.

## Описание
Мелкие перепончатокрылые насекомые (длина 0,9 — 1,1 мм). Отличаются следующими признаками: затылочный киль слабый, но полный; щитковый шип очень длинный игольчатый; переднее крыло с очень сильными микротрихиями, без краевых ресничек; длина переднего крыла в 2,9 раза больше ширины; метасома равна 0,8 раза длины головы и мезосомы вместе взятых. Основная окраска коричневато-чёрная и жёлтая: тело чёрное, антенномеры А1-А6 и ноги светло-коричневато-желтые; A7-A10 и тегула коричневые; проподеум и первый тергит Т1 красновато-коричневые. Усики 10-члениковые. Внешне похож на L. acuta и L. wauensis. Вид был впервые описан в 2008 году датским энтомологом Петером Булем (Peter Neerup Buhl, Дания).